# Centro de Biología Molecular Severo Ochoa
El Centre de Biologia Molecular Severo Ochoa (CBMSO) és un centre de recerca biològica.

## Fundació
Fundat en 1975 com un centre mixt entre el Consell Superior de Recerques Científiques (CSIC) i la Universitat Autònoma de Madrid (UAM), sota la iniciativa i tutelaje del Dr. Severo Ochoa. Aquest, va reunir varis dels grups més actius en el camp de la Bioquímica i la Biologia Molecular que llavors existien a Espanya per formar el CBMSO.

## Recerca i formació en l'actualitat
Les diferents línies de recerca cobreixen en l'actualitat àrees d'avantguarda en disciplines com la Biologia Cel·lular, Biologia del Desenvolupament, Virologia, Microbiologia Molecular, Neurobiología, Senyalització Cel·lular i Immunologia. El CBMSO està jugant un paper molt important en el desenvolupament de la recerca biomèdica i biotecnològica a Espanya, no només pel que fa als resultats obtinguts en els seus laboratoris sinó, a més, contribuint de forma molt significativa a la formació (moderna i professionalitzada) de centenars de joves investigadors que realitzen i han realitzat les seves Tesis Doctorals al Centre.

## Impacte social
Des del punt de vista investigador, la característica més essencial del CBMSO és que les seves línies de recerca cobreixen aspectes bàsics i fonamentals de la Biologia. L'estudi d'aquests mecanismes bàsics té un gran impacte social: d'una banda, les seves alteracions condueixen a patologies que directament incideixen en la qualitat de vida dels ciutadans, així com en l'economia; per una altra, perquè el seu estudi pot donar lloc a importants aplicacions pràctiques en l'àmbit de la Biomedicina i la Biotecnologia. Les patologies els mecanismes de les quals són objecte d'estudi al nostre Centre inclouen malalties neurodegenerativas com l'Alzheimer, el càncer, la inflamació, les infeccions virals, o les alteracions del sistema cardiovascular i immune.

## Organització
El CBMSO està organitzat científicament en cinc departaments:
- Biologia Cel·lular i Immunologia Arxivat 2015-12-25 a Wayback Machine.
- Virologia i Microbiologia Arxivat 2015-12-25 a Wayback Machine.
- Desenvolupament i Diferenciació Arxivat 2017-03-15 a Wayback Machine.
- Neurobiologia Molecular Arxivat 2017-03-15 a Wayback Machine.
- Dinàmica i Funció del Genoma Arxivat 2015-12-25 a Wayback Machine.

## Directors
| Període           | Director                    |
| ----------------- | --------------------------- |
| 1975 - 1978       | Federico Mayor Zaragoza     |
| 1979              | Eladio Viñuela              |
| 1980              | Antonio García-Bellido      |
| 1981 - 1982       | David Vázquez               |
| 1983              | Juan Pedro García Ballesta  |
| 1984 - 1985       | Galo Ramírez                |
| 1985 - 1986       | Pedro Ripoll                |
| 1986 - 1987       | Jesús Ávila de Grado        |
| 1988 - 1989       | Luis Carrasco               |
| 1990 - 1991       | Ginés Morata Pérez          |
| 1992 - 1993       | Margarita Salas Falgueras   |
| 1994 - 1995       | Esteban Domingo             |
| 1996 - 1997       | Miguel Ángel de Pedro       |
| 1998 - 2002       | Federico Mayor Menéndez     |
| 2002 - 2004       | Jesús Ávila de Grado        |
| 2004 - 2006       | Cecilio Giménez             |
| 2006 - 2008       | Miguel Ángel Alonso Lebrero |
| 2008 - 2012       | Manuel Fresno               |
| 2012 - 2014       | Santiago Lamas              |
| 2014 - 2019       | José F. de Celis            |
| 2019 - actualitat | Lourdes Ruiz Desviat        |